# Fredericton
Fredericton je hlavní město kanadské provincie Nový Brunšvik. V roce 2011 čítala populace vlastního města necelých 57 000 obyvatel (v těchto statistikách se ovšem neberou v potaz téměř 3 000 přespolních studentů místních dvou univerzit, kteří ve městě bydlí po čas vyučování). Ve městě působí tým AHL Fredericton Canadiens.